# Trška Gorca
Trška Gorca je naselje v Občini Šentjur.